# Fundusz Kapitałowy Agencji Rozwoju Pomorza S.A.
FUNDUSZ KAPITAŁOWY Agencji Rozwoju Pomorza S.A. – fundusz VC typu pre-seed i seed, inwestującym w innowacyjne projekty biznesowe.
Agencja Rozwoju Pomorza, spółka samorządowa województwa pomorskiego, utworzyła Fundusz Kapitałowy 1 stycznia 2009 r. przy wykorzystaniu środków unijnych. Jest to jeden z pierwszych funduszy VC (venture capital) w Polsce, powstałych po przemianach ustrojowych 1989 roku. Celem Funduszu Kapitałowego Agencji Rozwoju Pomorza jest zwiększenie liczby przedsiębiorstw działających w oparciu o innowacyjne rozwiązania.

## Zakres działania
- tworzenie i rozwój spółek technologicznych z ponadprzeciętną stopą potencjalnego wzrostu, z wyższym od rynkowego poziomem ryzyka inwestycyjnego
- wsparcie rzeczowe, ekspercie i finansowe dla pomysłodawców projektów innowacyjnych
- wyjście kapitałowe przez sprzedaż udziałów lub akcji utworzonej spółki po osiągnięciu zakładanej stopy zwrotu – inwestowanie uzyskanych środków w kolejne projekty[4]

## Inwestycje
Fundusz założył spółki w oparciu o innowacyjne rozwiązania w branży m.in. ICT, biotechnologicznej, medycznej czy filmowej. Wśród produktów spółek są nagradzane aplikacje interaktywne wykorzystujące VR i AR, rozwiązania znane z technologii „smart home” w przemyśle jachtowym, czy oprogramowanie wspierające zabiegi kapoplastyki stawu biodrowego. Przy użyciu nowatorskiej technologii jednej ze spółek powstał nominowany do Oscara animowany film „Twój Vincent” oraz nagrodzony na Festiwalu w Gdyni w 2023 roku film „Chłopi”.

## Ważne daty
- 9 czerwca 1992 r. - powstanie Agencji Rozwoju Pomorza (początkowa nazwa Agencja Rozwoju Pomorza Gdańskiego)
- 1 stycznia 2009 r. - powstanie Funduszu Kapitałowego Agencji Rozwoju Pomorza w ramach projektu dofinansowanego z Programu Operacyjnego Innowacyjna Gospodarka 2007–2013 Działanie 3.1 „Kapitał dla innowacji”[6].
- 1 stycznia 2024 r. - w ciągu 15 lat Fundusz Kapitałowy Agencji Rozwoju Pomorza utworzył 38 spółek i inwestuje w kolejne innowacyjne projekty biznesowe

## Publikacje
- "INNOWACJE zmieniamy w BIZNES" rozmowa z Dyrektorem ds. Inwestycji Kapitałowych Agencji Rozwoju Pomorza